# SEB Tallink Open
Il SEB Tallink Open è un torneo professionistico di tennis giocato su campi in cemento. Fa parte dell'ITF Women's Circuit. Si gioca annualmente a Tallinn in Estonia.

## Albo d'oro

### Singolare
| Anno     | Campionessa          | Finalista          | Punteggio      |
| -------- | -------------------- | ------------------ | -------------- |
| 2011     | Michaela Hončová     | Katharina Negrin   | 6-0 6-4        |
| 2011 (2) | Anett Kontaveit      | Zuzana Luknárová   | 6-4, 4-6, 6-2. |
| 2012     | Amy Bowtell          | Polina Vinogradova | 7–6(5), 6–4    |
| 2012 (2) | Anett Kontaveit      | Katarzyna Piter    | 7–5, 6–4       |
| 2013     | Aljaksandra Sasnovič | Nadežda Kičenok    | 7–6(7–3), 6–2  |
| 2014     | Timea Bacsinszky     | Anett Kontaveit    | 6–3, 6–3       |

### Doppio
| Anno     | Campionesse                          | Finaliste                               | Punteggio        |
| -------- | ------------------------------------ | --------------------------------------- | ---------------- |
| 2011     | Weronika Domagała Natalia Kolat      | Yanina Darishina Anastasija Rodionova   | 6-1 6-0          |
| 2011 (2) | Tamara Čurović Yevgeniya Kyrvoruchko | Maret Ani Anett Kontaveit               | 7–6(8), 6-1      |
| 2012     | Lucia Butkovská Eva Wacanno          | Darya Lebesheva Julia Valetova          | 6–4, 7–6(7)      |
| 2012 (2) | Lou Brouleau Aljaksandra Sasnovič    | Ol'ga Kaljužnaja Jaimy-Gayle van de Wal | 6–3, 6–2         |
| 2013     | Anett Kontaveit Jeļena Ostapenko     | Ljudmyla Kičenok Nadežda Kičenok        | 2–6, 7–5, [10–0] |
| 2014     | Sofia Shapatava Maša Zec Peškirič    | Ágnes Bukta Viktorija Tomova            | 6–4, 7–6(7–4)    |